# Cethosia eurymena
Cethosia eurymena är en fjärilsart som beskrevs av Felder 1866. Cethosia eurymena ingår i släktet Cethosia och familjen praktfjärilar. Inga underarter finns listade i Catalogue of Life.